# Battaglia di Kam"janec'-Podil's'kyj (1618)
La battaglia di Kam"janec'-Podil's'kyj venne combattuta presso la città-fortezza di Kam"janec'-Podil's'kyj (Ucraina), nel 1618, tra le forze della Confederazione Polacco-Lituana, al comando del Grande etmano Stanisław Żółkiewski, e quelle dell'Impero ottomano, al comando del Beylerbey di Očakiv Iskander Pasha. La battaglia si concluse con una netta vittoria polacco-lituana.